# Baranjska nogometna liga 1. razred 1981./82.
Baranjska nogometna liga je od sezone 1980./81. bila podjeljena na dva razreda: prvi i drugi (ranije Baranjska liga i Prvi razred). Prvak lige bi se kvalificirao u Ligu ONS Beli Manastir, dok je posljednjeplasirani klub ispadao u Drugi razred.
| Mj. | Klub                                | Sus.                                                                       | Pobj.                                                                      | Ner.                                                                       | Por.                                                                       | GR.                                                                        | Bod.                                                                       |
| --- | ----------------------------------- | -------------------------------------------------------------------------- | -------------------------------------------------------------------------- | -------------------------------------------------------------------------- | -------------------------------------------------------------------------- | -------------------------------------------------------------------------- | -------------------------------------------------------------------------- |
| 1.  | NK Ribar Kopačevo                   | 21                                                                         | 13                                                                         | 3                                                                          | 5                                                                          | 54:27                                                                      | 29                                                                         |
| 2.  | BSK Branjina                        | 21                                                                         | 14                                                                         | 0                                                                          | 7                                                                          | 76:31                                                                      | 28                                                                         |
| 3.  | NK Omladinac Baranjsko Petrovo Selo | 21                                                                         | 11                                                                         | 3                                                                          | 7                                                                          | 49:27                                                                      | 25                                                                         |
| 4.  | NK Partizan Lug                     | 21                                                                         | 11                                                                         | 3                                                                          | 7                                                                          | 45:38                                                                      | 25                                                                         |
| 5.  | NK 4. juli Uglješ                   | 21                                                                         | 10                                                                         | 3                                                                          | 8                                                                          | 44:36                                                                      | 23                                                                         |
| 6.  | NK Naprijed Luč                     | 21                                                                         | 8                                                                          | 5                                                                          | 8                                                                          | 47:47                                                                      | 21                                                                         |
| 7.  | NK Sloga Gajić                      | 21                                                                         | 9                                                                          | 3                                                                          | 9                                                                          | 39:46                                                                      | 21                                                                         |
| 8.  | NK Zmaj Zmajevac                    | 21                                                                         | 7                                                                          | 4                                                                          | 10                                                                         | 38:42                                                                      | 18                                                                         |
| 9.  | NK BMF Hatvan                       | 21                                                                         | 7                                                                          | 0                                                                          | 14                                                                         | 36:69                                                                      | 14                                                                         |
| 10. | NK Radnik Novi Bezdan               | 21                                                                         | 4                                                                          | 3                                                                          | 14                                                                         | 35:68                                                                      | 11                                                                         |
| 11. | NK Jedinstvo Branjin Vrh            | 21                                                                         | 4                                                                          | 2                                                                          | 15                                                                         | 22:73                                                                      | 10                                                                         |
| -   | NK Hajduk Kozjak                    | klub se nakon jesenskog dijela prvenstva zbog fuzije prestaje natjecati ↓1 | klub se nakon jesenskog dijela prvenstva zbog fuzije prestaje natjecati ↓1 | klub se nakon jesenskog dijela prvenstva zbog fuzije prestaje natjecati ↓1 | klub se nakon jesenskog dijela prvenstva zbog fuzije prestaje natjecati ↓1 | klub se nakon jesenskog dijela prvenstva zbog fuzije prestaje natjecati ↓1 | klub se nakon jesenskog dijela prvenstva zbog fuzije prestaje natjecati ↓1 |